# Бакунина, Татьяна Александровна
Татья́на Алекса́ндровна Баку́нина (14 (26) июля 1815 — 1 (13) сентября 1871) — сестра русского мыслителя и революционера Михаила Бакунина, возлюбленная писателя Ивана Тургенева. Отношения Бакуниной и Тургенева, названные литературоведами «прямухинским романом», нашли отражение в написанном Иваном Сергеевичем стихотворении «В дороге» («Утро туманное, утро седое») и некоторых других произведениях.

## Биография
Бакунина была представительницей русского дворянского рода, известного со второй половины XVII века. Её отец, Александр Михайлович Бакунин, после защиты философской диссертации много лет работал за границей. По возвращении в Россию занялся обустройством своего имения Прямухино. Его спутницей жизни стала Варвара Александровна Муравьёва (в замужестве Бакунина). В семье родились одиннадцать детей; Михаил и Татьяна были погодками; Татьяна была четвёртой в семье. Родилась в родительском имении в с. Прямухино, крещена 16 июля 1815 года в усадебной Покровской церкви при воспреемстве своего дяди Михаила Павловича и тётки Надежды Павловны Полторацких. Кроме Михаила Бакунина наиболее известными личностями являются ещё три младших брата Татьяны: Павел Бакунин, Александр Бакунин и Алексей Бакунин.

### Жизнь в Прямухине

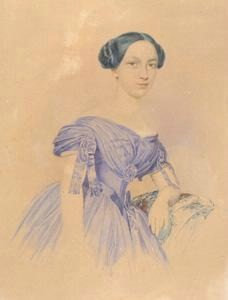
Татьяна Бакунина на портрете Е. Полторацкой

Владелец имения стремился создать в своём доме особый мир, соединяющий жизнь с искусством. Александр Михайлович сам обучал Татьяну, считавшуюся «типичной обитательницей прямухинского гнезда», английскому, французскому, итальянскому языкам, преподавал ей естественно-научные дисциплины. Любовь к поэзии и философии она переняла от старшего брата Михаила.
В Прямухине подолгу гостили писатель и публицист Николай Станкевич, литературный критик Василий Боткин, поэт Иван Клюшников, историк Тимофей Грановский. Белинский, которого связывали с Татьяной тёплые отношения, в письме к Михаилу Бакунину отзывался о его сестре как о «чудном, прекрасном создании»:

Эти глаза тёмно-голубые и глубокие, как море; этот взгляд внезапный, молниеносный, долгий, как вечность, по выражению Гегеля; это лицо кроткое, святое, на котором ещё как будто не изгладились следы жарких молений к небу — нет, обо всём этом не должно говорить, не должно сметь говорить.

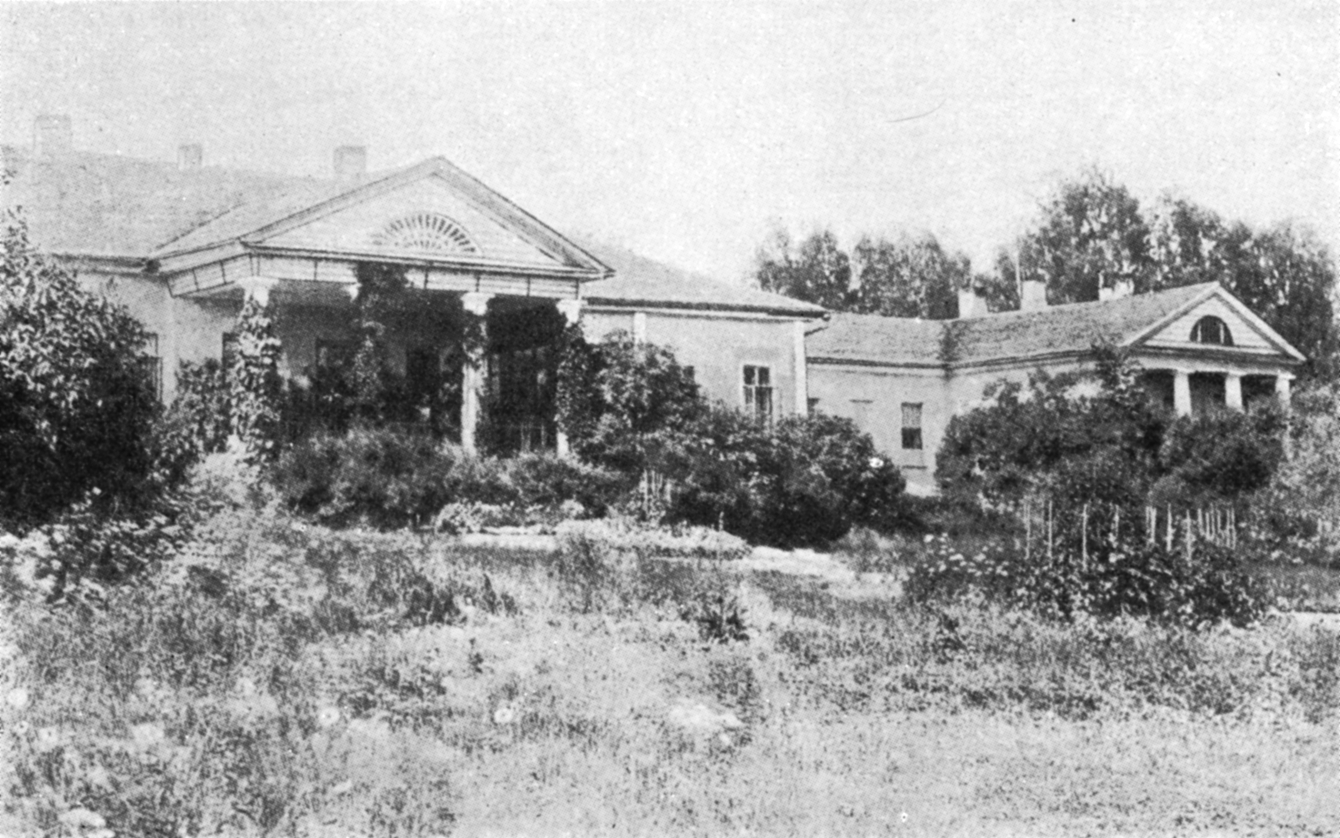
Дом Бакуниных в Прямухине

Спустя годы Белинский начал замечать в Татьяне Александровне иные качества: некоторую «односторонность духовного развития», избыточный романтизм, склонность к восторженности и сентиментальности, отсутствие «простоты и естественности». При этом она оставалась безупречным товарищем: по данным исследователей, именно Бакунина деятельно поддержала композитора Александра Серова, погрузившегося в депрессию после сдержанной реакции публики на его оперу «Юдифь»; она же вдохновила автора на написание другого произведения — оперы «Рогнеда». В постоянном стремлении Татьяны Александровны «к спасению» близких, в жажде самопожертвования литературовед Виктор Чалмаев увидел черты будущих «тургеневских девушек».

### Отношения с Тургеневым
Тургенев, познакомившийся с Бакуниным в Германии, по возвращении в Россию принял приглашение друга и прибыл в Прямухино осенью 1841 года. Татьяна была подготовлена к визиту молодого литератора, о котором знала из писем брата: Михаил Александрович отзывался о нём как незаурядном человеке, с которым они вели в Берлине «чудную жизнь». Для 27-летней женщины приезд Тургенева стал большим событием; именно она взяла «первую ноту в любовном дуэте»:

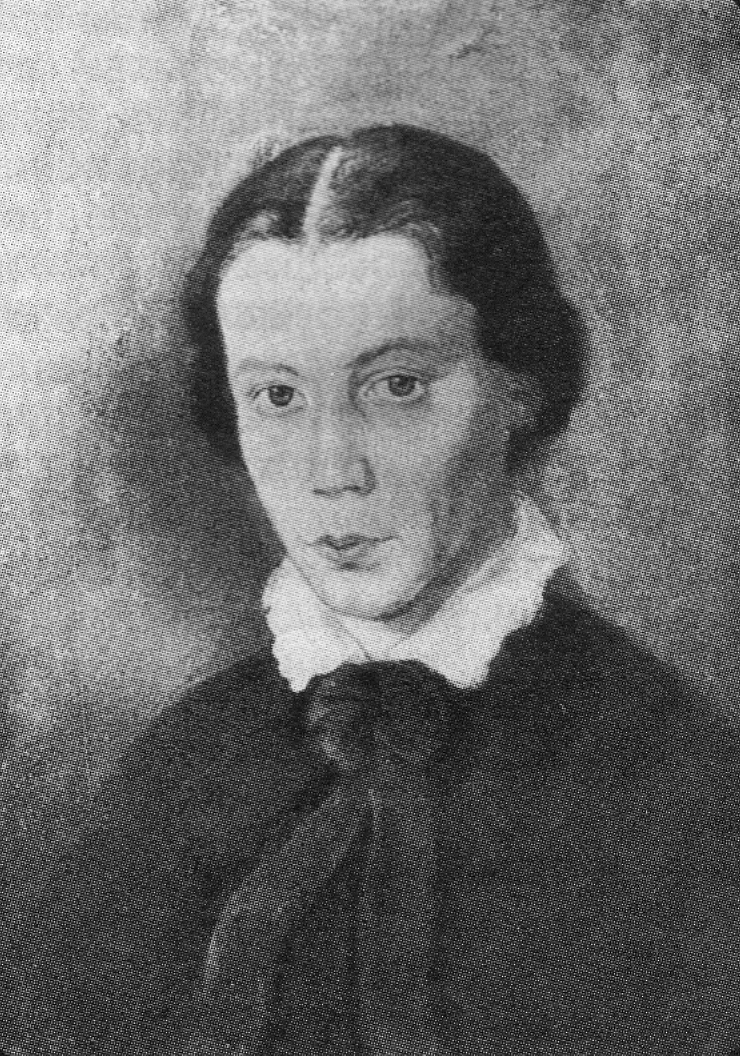
Т. А. Бакунина

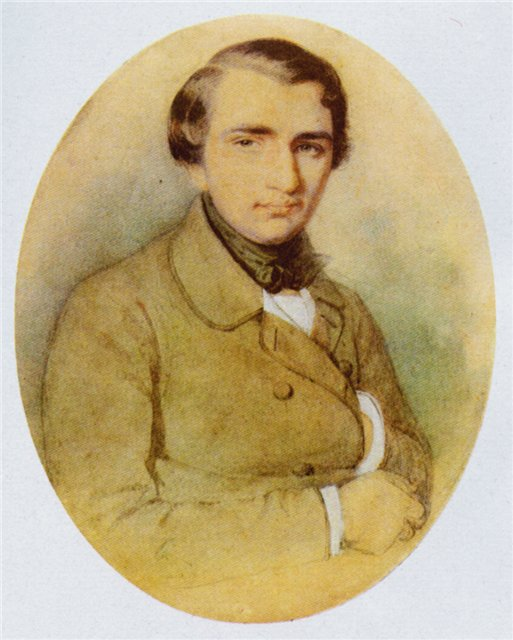
И. С. Тургенев

                  Вы святой, вы чудный, вы избранный богом.

                  Вам принадлежит не маленькая частичка жизни, славы, счастья;

                  вам вся полнота, вся бесконечность, вся божественность бытия.

                  О, оставьте меня в святом, блаженном созерцании той дивной

                  будущности, которую я смею предрекать вам.

                                    Из письма Т. А. Бакуниной И. С. Тургеневу

Молодые люди встречались в усадьбе Бакуниных, Москве, Твери, однако образ Тургенева, по словам Чалмаева, в этой истории «несколько туманен». Иван Сергеевич был на три года моложе Татьяны, и в её отношении к писателю проскальзывали интонации старшей сестры, привыкшей опекать и заботиться. По мнению историка Нины Молевой, своим горячим участием и покровительством Бакунина порой напоминала писателю его мать Варвару Петровну.
Всё решено им за двоих: он — не Онегин, она — не Татьяна Ларина, хотя… Что было в этом «романе» жизнью, а что — литературным переживанием — определить и сейчас трудно.
В письмах к Тургеневу Татьяна Александровна называла его «ребёнком, в котором много скрыто зародышей и прекрасного и худого»; позже сообщала, что «готова возненавидеть» возлюбленного за ту власть, которую он над ней имеет. Страдая от его молчания, девушка просила, чтобы он помнил о той, которая «ждёт зова, чтобы отдать все свои силы, всю любовь, свою преданность». Тургенев, как отмечают исследователи, расстался с Бакуниной «вполне величаво». В прощальном письме, адресованном Татьяне Александровне, он назвал её своей Музой и признался, что «никогда ни одной женщины не любил более», чем её; одновременно он просил «благословения на дорогу» и предлагал забыть «всё тяжёлое, всё половинчатое».

### Заботы о брате
После расставания с Тургеневым Татьяна Александровна, так и не вышедшая замуж, сосредоточила всё своё внимание на судьбе брата Михаила. В 1851 году, находясь в Алексеевском равелине Петропавловской крепости, Бакунин обратился к императору с просьбой о свидании со старыми родителями и «одной любимой сестрою, про которую даже не знал, жива ли она». Разрешение было получено; Татьяна Александровна выехала в Петербург.
Вторая встреча Бакуниной с узником равелина состоялось через год, третья — ещё через полтора; свиданиям предшествовали хлопоты Татьяны Александровны, которая лично обращалась и к главе тайной полиции Леонтию Дубельту, и к Николаю I:

Я с чувством беспредельной признательности за оказанную мне уже милость осмеливаюсь повергнуться к стопам Вашего Императорского Величества, всеподданнейше испрашивая Всемилостивейшего разрешения на свидание с братом ещё несколько раз, пока я пробуду в С.-Петербурге, куда я прибыла единственно с тем, чтобы свиданиями с ним хотя несколько усладить его несчастное положение. 

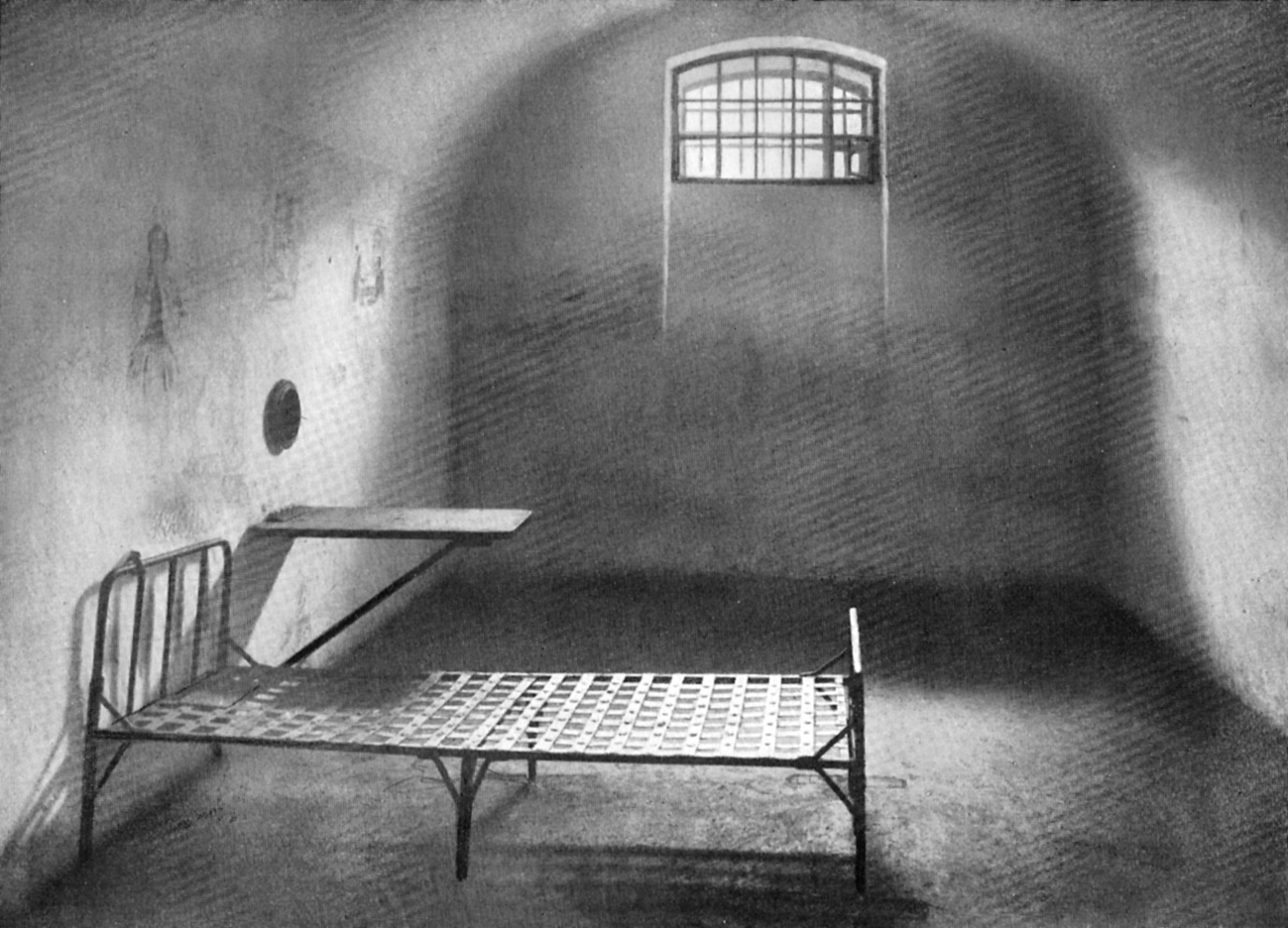
Камера М. А. Бакунина в Петропавловской крепости

Исследователи не установили, о чём беседовали во время встреч брат и сестра, однако известно, что Татьяна сумела вынести из равелина составленный Бакуниным «шифрованный лексикон» — систему кодов для обмена информацией с соратниками. Кроме того, во многом благодаря её ходатайствам в отношении Михаила Александровича были предприняты «отступления от равелинного уклада жизни»: ему была разрешена переписка с родными. Позже, во время пребывания в Шлиссельбургской крепости, узник смог получать из Прямухина посылки с чаем, табаком, книгами, а также портретами родителей и любимой сестры. В письмах к Татьяне Бакунин беспокоился, что она «больна, измучена», просил, чтобы брат Павел нашёл для неё в Петербурге хорошего доктора, и признавался, что надеется на неё «как на каменную гору».
Татьяна Александровна ушла из жизни от «нарыва на голове» 1 сентября 1871 года и была похоронена в семейной усыпальнице в Прямухино. Бакунин, переживший её на пять лет, в последнем письме родным, отправленном из Лугано за четыре месяца до смерти, с ностальгией вспоминал о «прямухинском мире» и тех временах, когда они с любимой сестрой «уходили на остров».

## Бакунина в творчестве Тургенева
В дороге
Утро туманное, утро седое,

Нивы печальные, снегом покрытые,

Нехотя вспомнишь и время былое,

Вспомнишь и лица, давно позабытые.

Вспомнишь обильные страстные речи,

Взгляды, так жадно, так робко ловимые,

Первые встречи, последние встречи,

Тихого голоса звуки любимые.

Отрывок из стихотворения
В ноябре 1843 года Тургенев написал стихотворение «В дороге», получившее широкую известность как романс композитора Эраста Аггеевича  Абазы «Утро туманное, утро седое». Литературоведы считают, что этот «шедевр русской поэзии» был создан под влиянием воспоминаний Ивана Сергеевича о «прямухинском романе». Стихотворение, по мнению Виктора Чалмаева, воссоздаёт «мгновения предельной полноты любовного чувства», которое пережило и «расцвет, и печальное угасание».
Исследователи обнаруживают связь между отдельными письмами Бакуниной и стихотворениями Тургенева. Эта перекличка, названная «лирическим дневником в стихах», заметна в стихотворении «Нева» («Теперь, быть может, у окна / Она сидит… и не страдает; / Но, как свеча от ветра, тает / И разгорается она…»), являющемся ответом на одно из признательных писем Татьяны Александровны, а также в стихотворениях «В ночь летнюю, когда, тревожной грусти полный…», «Когда с тобой расстался я…» и других.
Кроме того, «прямухинский роман» наложил отпечаток на рассказ Тургенева «Переписка», в котором воспроизведены фрагменты писем Бакуниной и Ивана Сергеевича, а также на опубликованный в «Отечественных записках» рассказ «Андрей Колосов». Это произведение не является строго автобиографичным, однако литературоведы полагают, что «в личность рассказчика и в историю его любви к Варе Тургенев привнёс много своего, личного, связанного с увлечением Т. А. Бакуниной». Воспоминания о «прямухинском периоде» легли в основу ещё одного тургеневского рассказа — «Татьяна Борисовна и её племянник», героиня которого — «старая девица», увлекающаяся чтением Гёте, Шиллера и немецких философов:

В исследовательской литературе неоднократно отмечалось, что в рассказе отразился «философский роман» Тургенева с сестрой М. А. Бакунина Татьяной Александровной Бакуниной, относящийся к 1841—1842 годам, и что в образе «старой девицы» были пародированы некоторые её черты. 